# جانفرانکو مارتزولا
جانفرانکو مارتزولا (ایتالیایی: Gianfranco Marzolla؛ زادهٔ ۲۸ اکتبر ۱۹۳۷) ژیمناست هنری اهل ایتالیا بود.
وی در مسابقات کشوری و بین‌المللی در مجموع برندهٔ ۱ مدال برنز شده‌است.